# Гарсенда де Сабран
Гарсенда II де Сабран (фр. Garsende II de Sabran; ок. 1180 — ок. 1242) — графиня Форкалькье в 1209—1222 годах, регент Прованса в 1213 —1217/1220 годах, дочь Ренье I де Сабран и Гарсенды де Форкалькье, жена графа Прованса Альфонса II Беренгера. Гарсенда была покровителем окситанской литературы и трубадуров, сама писала стихи. Как трубадур она известна под именем Гарсенда Прованская (окс. Garsenda de Proensa).

## Биография
Герсенда была старшей дочерью Ренье I де Сабрана, сеньора дю Келар и д’Ансуа, и Герсенды де Форкалькье, дочери графа Гильома IV де Форкалькье. Родилась она около 1180 года. Её мать умерла до 1193 года, после чего Гарсенда де Сабран стала наследницей своего деда, графа Гильома IV.
В 1193 году не имевшие сыновей графы Форкалькье Гильом IV и Бертран II были вынуждены подписать с королём Арагона Альфонсо II договор, по которому графство Форкалькье должна была унаследовать Гарсенда де Сабран, внучка Гильома IV, которую, следуя соглашению, в июле того же года выдали замуж за Альфонсо Беренгера, одного из сыновей короля, который должен был унаследовать Прованс.
После смерти отца Альфонсо II Беренгер правил Провансом. После смерти в 1209 году графа Гильома IV де Форкалькье он с Гарсендой унаследовал и Форкалькье, но в том же году он умер. Король Арагона Педро II, старший брат Альфонсо II Беренгера, объявил себя опекуном малолетнего графа Раймунда Беренгера IV, сына Альфонсо Беренгера и Гарсенды, забрав его к своему двору. В Провансе он назначил регентом своего дядю — Санчо, графа Руссильона. В то же время на Форкалькье предъявили свои права Алиса де Форкалькье, сестра покойного графа Гильома IV, и её сын Гильом де Сабран, двоюродный брат Гарсенды.
В 1213 году в битве при Мюре погиб король Педро II. Регентом при его малолетнем сыне стал граф Санчо, назначивший регентом Прованса и Форкалькье своего сына Нуно Санчеса. Но между ним и Гарсендой быстро возникли разногласия. Сторонники графини обвинили Нуно в том, что он, пользуясь своим положением, попытался узурпировать права сына Гарсенды и занять его место. Провансальская знать в итоге стала на сторону Гарсенды. Нуно был вынужден удалиться, а Гарсенда возглавила регентский совет.
Во время регентства Гарсенды при её дворе образовался круг из трубадуров. Герсенда была покровителем Окситанской литературы, трубадуры посвящали ей стихи. Одного из трубадуров, Ги де Кавальона, называют возлюбленным Гарсенды, однако он не посещал провансальский двор после 1209 года. Сама она была трубадуркой, до нашего времени сохранилась строфа, написанная Ги де Кавальону.
После того как в 1219 Раймунд Беренгер стал совершеннолетним, Гарсенда передала ему управление. Благодаря арбитражу архиепископа Экса-ан-Прованс Бермонда Ле Корню были подтверждены права Гарсенды на Форкалькье. В 1222 году Гарсенда, убедившись в том, что сын прочно стал на ноги, передала ему Форкалькье. В 1225 году она удалилась в монастырь в Ла Сель, после чего сведения о ней пропадают.

## Брак и дети
Муж: с июля 1193 (Экс-ан-Прованс) Альфонс II Беренгер (ок. 1180 — февраль 1209, Палермо), инфант Арагона, граф Прованса с 1196 года, граф Форкалькье с 1209 года. Дети:
- Раймунд Беренгер IV (ок. 1198 — 19 августа 1245), граф Прованса с 1209, граф Форкалькье с 1222
- Гарсенда (ум. после 1264); муж: с 1223 Гильом II де Монкада (ок. 1185 — 12 сентября 1229), виконт Беарна, Габардана и Брюлуа, сеньор Монкада и Кастельвьеля и Росанеса с 1224